# Skocznie narciarskie w Tumlinie
Skocznie narciarskie w Tumlinie – dwie skocznie narciarskie położone na terenie wsi Tumlin-Podgród w Górach Świętokrzyskich. Powstały w latach 50. XX wieku, obecnie czynny jest jedynie obiekt na Górze Grodowej. Ich gospodarzem była sekcja skoków narciarskich klubu LKS Skała Tumlin, działająca w latach 1950–1970.

## Skocznia na Górze Grodowej
Skocznia została wybudowana w 1952 roku. Zwycięzcą pierwszych zawodów, które zostały na niej rozegrane, był Zbigniew Kozerski, który osiągnął odległość 18 metrów. Natomiast rekord obiektu należy do Jana Starzewskiego i wynosi 32 metry. Z czasem obiekt niszczał, a jego metalowe elementy były rozkradane. W 2004 roku staraniem i nakładami grupy miejscowych fascynatów skoków narciarskich obiekt udało się przywrócić do stanu używalności.

## Skocznia naGórze Łajscowej
Drugi, większy obiekt w Tumlinie powstał w 1956 roku na Górze Łajscowej (obecnie Wykieńska). Do otwarcia w 1970 roku skoczni narciarskiej na Pierścienicy był to największy tego typu obiekt w Polsce poza Karpatami i Sudetami. Pierwsze rozegrane tu zawody wygrał Czesław Nawara, natomiast jej rekordzistą jest Antoni Wieczorek, polski olimpijczyk z Oslo (1952), który osiągnął odległość 56 metrów. Po zakończeniu użytkowania skoczni przez klub, obiekt został zdemontowany.